# Гектор (Арканзас)
Гектор — город в округе Поп, штат Арканзас, США. Население составляет 450 человек, по данным переписи 2010 года.

## География
По данным Бюро переписи населения США, город имеет общую площадь 6,0 км², из которых 6 км² занимает суша, а 0,43% — вода.

## Образование
Государственное образование учащихся начальной и средней школы обеспечивается школьным округом Гектор.

## Климат
Климат в этой области характеризуется жарким влажным летом и обычно мягкой или прохладной зимой. Согласно системе классификации климата Кёппена, в Гекторе влажный субтропический климат, сокращенно Cfa на климатических картах.

## Демография
| 1970 | 1980 | 1990 | 2000 | 2010 | 2019 |
| ---- | ---- | ---- | ---- | ---- | ---- |
| 387  | 449  | 478  | 506  | 450  | 466  |